# Teodemaro (nome)
Teodemaro  è un nome proprio di persona italiano maschile.

## Varianti
- Maschili: Teodemiro[1]
  - Ipocoristici: Teo
- Femminili: Teodemira[1], Diomira

### Varianti in altre lingue
- Germanico Þeudemar[2], Theudemar, Theodemar
- Polacco: Ditmar
- Spagnolo: Teodomiro
- Tedesco: Dietmar[2]
  - Ipocoristici: Tilo

## Origine e diffusione
Continua il nome germanico Þeudemar, composto da þeud ("popolo", presente anche in Dieter, Detlef, Teodorico e Teodolinda) e meri ("famoso", da cui anche Adelmiro, Baldomero, Ademaro e Ramiro), e significa dunque "popolo famoso" oppure "celebre fra il popolo".

## Onomastico
L'onomastico si può festeggiare il 25 luglio, in memoria di san Teodemiro, monaco e martire a Cordova.

## Persone
- Teodemaro, re dei Suebi

### Variante Dietmar

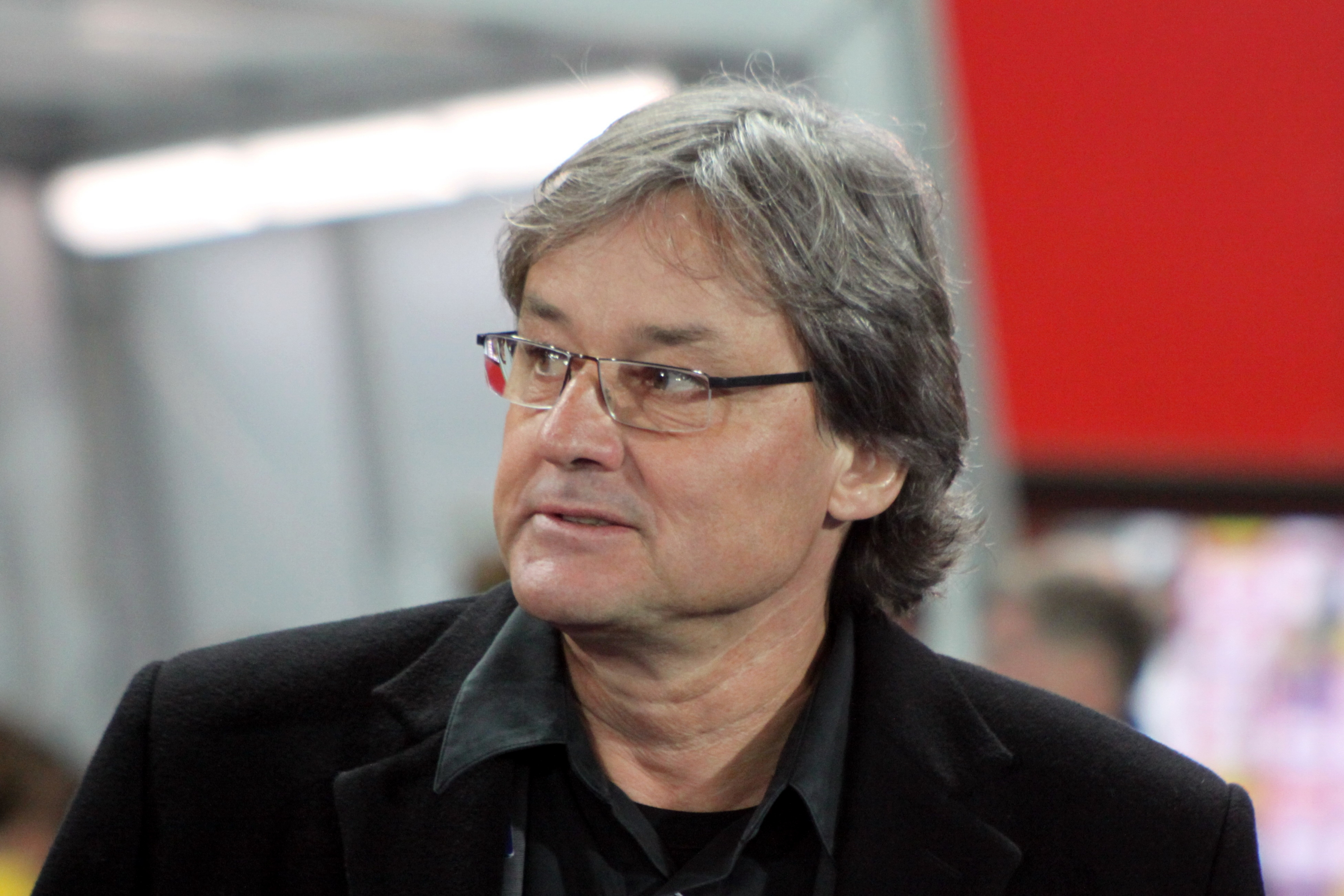
Dietmar Constantini

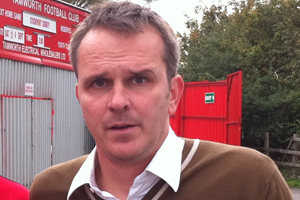
Dietmar Hamann

- Dietmar Beiersdorfer, calciatore tedesco
- Dietmar Constantini, calciatore e allenatore di calcio austriaco
- Dietmar Danner, calciatore tedesco
- Dietmar Haaf, atleta tedesco
- Dietmar Hamann, calciatore e allenatore di calcio tedesco
- Dietmar Huhn, attore tedesco
- Dietmar Jerke, bobbista tedesco
- Dietmar Kühbauer, calciatore e allenatore di calcio austriaco
- Dietmar Mögenburg, atleta tedesco
- Dietmar Schauerhammer, bobbista tedesco
- Dietmar von Aist, Minnesänger bavarese

### Altre varianti
- Teodemiro, re ostrogoto
- Teodomiro, governatore visigoto del sudest della Spagna
- Ditmar Jakobs, calciatore tedesco